# 大山崎車站
大山崎站（日语：／ Oyamazaki eki */?）位於京都府乙訓郡大山崎町大字大山崎小字明島，為阪急電鐵京都本線之鐵路車站。車站編號為HK-75。

## 歷史
- 1928年（昭和3年）11月1日 - 隨新京阪鐵道（日语：新京阪鉄道）高槻町（現高槻市） - 京都西院（現西院）間延伸，本站開業。[2][3]
- 1930年（昭和5年）9月15日 - 公司合併，成為京阪電氣鐵道新京阪線車站。[2]
- 1943年（昭和18年）10月1日 - 公司合併，成為京阪神急行電鐵（現阪急電鐵）車站。[2]
- 1949年（昭和24年）12月1日 - 新京阪線改稱京都本線。[2]
- 1963年（昭和38年）
  - 4月24日 - 由於高架化工程而借用東海道新幹線線路，設置臨時月台。[2]
  - 12月29日 - 高架線竣工[2]，月台移轉至現今位置。
- 2001年（平成13年）3月24日 - 月台延伸，可停靠8節編成列車。
- 2013年（平成25年）12月21日：啟用車站編號。[4][5]

## 車站構造
側式月台2面2線高架車站。

### 月台配置
| 月台 | 路線     | 方向 | 目的地                              |
| ---- | -------- | ---- | ----------------------------------- |
| 1    | 京都本線 | 上行 | 往 京都河原町、嵐山                 |
| 2    | 京都本線 | 下行 | 往 高槻市、淡路、大阪梅田、天下茶屋 |

## 使用狀況
2019年（令和元年）單日平均上下車7,411人次（上車3,678人次，下車3,733人次）。
近年單日平均上下車、上車人次如下表。
| 年度   | 單日平均 上下車人次 | 單日平均 上車人次 |
| ------ | ------------------- | ----------------- |
| 1997年 | 8,569               | 4,186             |
| 1998年 | 8,241               | 4,069             |
| 1999年 | 8,116               | 4,007             |
| 2000年 | 7,769               | 3,843             |
| 2001年 | 6,989               | 3,436             |
| 2002年 | 6,695               | 3,282             |
| 2003年 | 6,640               | 3,255             |
| 2004年 | 6,498               | 3,185             |
| 2005年 | 7,069               | 3,446             |
| 2006年 | 7,037               | 3,464             |
| 2007年 | 7,348               | 3,651             |
| 2008年 | 7,357               | 3,676             |
| 2009年 | 6,463               | 3,188             |
| 2010年 | 6,544               | 3,257             |
| 2011年 | 6,746               | 3,370             |
| 2012年 | 6,921               | 3,444             |
| 2013年 | 7,241               | 3,636             |
| 2014年 | 7,032               | 3,517             |
| 2015年 | 7,038               | 3,571             |
| 2016年 | 7,184               | 3,591             |
| 2017年 | 7,160               | 3,549             |
| 2018年 | 7,275               | 3,592             |
| 2019年 | 7,411               | 3,678             |

## 車站周邊
車站周邊曾為宿場「山崎宿」，桂川、宇治川及木津川三條河流在當地匯流為淀川。京阪間各鐵道亦於周邊近接，阪急京都本線旁即與JR東海道本線（JR京都線）及東海道新幹線並行，淀川對岸則為京阪本線。
- 山崎之戰遺跡
- 水無瀨神宮
- 櫻井驛跡
- 關大明神社
- 妙喜庵
  - 待庵
- 朝日啤酒大山崎山莊美術館
- 大山崎町歷史資料館
- 大念寺
- 寶積寺
- 山崎聖天
- 天王山
- 酒解神社
- 大山崎瓦窯跡 （國家指定古蹟）
- 三得利山崎蒸餾所
- 山崎站前郵局
- 淀川
- 大阪染工
- 舊西國街道（京都府道67号西京高槻線）
- 國道171號

JR京都線山崎車站距本站約250公尺，轉乘者亦不少。

### 公車路線
最近公車站為西國街道上之阪急大山崎，可搭乘阪急巴士及京都京阪巴士。
- 阪急巴士80系統：往 JR山崎／阪急東向日（經阪急西山天王山、阪急長岡天神、JR長岡京）
- 京都京阪巴士13號：往 JR山崎／京阪淀站

## 相鄰車站
阪急電鐵
 京都本線
■快速特急、■特急、■通勤特急、■準特急、■急行
通過
■準急、■普通
水無瀨（HK-74）－大山崎（HK-75）－西山天王山（HK-76）

## 外部連結
- 大山崎 - 阪急電鐵